# Bolivar (Missouri)
Bolivar – miasto w Stanach Zjednoczonych, w południowo-zachodniej części stanu Missouri, siedziba administracyjna hrabstwa Polk.
Liczba mieszkańców w 2000 roku wynosiła 9143.

## Klimat
Miasto leży w strefie klimatu subtropikalnego, umiarkowanego, łagodnego bez pory suchej i z gorącym latem, należącego według klasyfikacji Köppena do strefy Cfa. Średnia temperatura roczna wynosi 13,4°C, a opady 1084,6 mm (w tym do 22,9 cm opadów śniegu). Średnia temperatura najcieplejszego miesiąca - lipca wynosi 25,4°C, natomiast najzimniejszego 0,4°C. Najniższa zanotowana temperatura wyniosła -31,7°C a najwyższa 46,1°C. Miesiącem o najwyższych opadach jest maj o średnich opadach wynoszących 129,5 mm, natomiast najniższe opady są w styczniu i wynoszą średnio 48,3.